# Carlos González Iglesias
Carlos Alfonso González Iglesias (Moquegua, 4 de junio de 1909-Lima, ?) militar y político peruano. General del Ejército del Perú. Fue ministro de Educación Pública, durante el Ochenio de Manuel Odría, entre 1954 y 1955.

## Biografía
Nació en Moquegua, siendo hijo del coronel César González Navarrete y de Ernestina Iglesias Castañeda. Su madre era hija de Joaquín Iglesias, hermano del presidente Miguel Iglesias.
Cursó sus estudios escolares en el Colegio de la Inmaculada de Lima, que estaba regentado por los padres jesuitas. Ingresó a la Escuela Militar de Chorrillos, de la que egresó en 1927. Se especializó en la rama de ingeniería.
En 1941 participó en la guerra contra el Ecuador. En 1942 se casó con la iqueña Rosa Elías Falconi. En 1949, bajo la dictadura del general Manuel A. Odría, era ya teniente coronel y ejercía la dirección del Colegio Nacional Nuestra Señora de Guadalupe.
El 1 de febrero de 1954 juró como ministro de Educación Pública, formando parte de un flamante Consejo de Ministros presidido por el general Zenón Noriega Agüero, ya en el tramo final del régimen odriísta.
Su gestión ministerial se desarrolló siguiendo los lineamientos del Plan de Educación Nacional aprobado el 13 de enero de 1950. Dicho plan consideraba de urgente necesidad expandir la política de escuelas rurales, dando prioridad a la educación primaria, así como el reforzamiento de la tecnificación educativa y la implementación de las Grandes Unidades Escolares.

## Condecoraciones
- Orden Civil de Alfonso X el Sabio, en el grado de Gran Cruz, otorgado por el ministro de Educación de España (1954).[4]